# Keomah Village
Keomah Village est une ville du comté de Mahaska, en Iowa, aux États-Unis. Elle est incorporée le 3 août 1973.

## Source de la traduction
- (en) Cet article est partiellement ou en totalité issu de l’article de Wikipédia en anglais intitulé « Keomah Village, Iowa » (voir la liste des auteurs).